# St. Croix (Rebsorte)

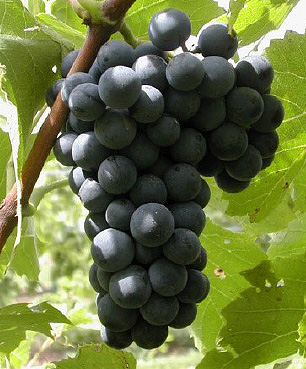
St. Croix

St. Croix ist eine Rotweinsorte. Es handelt sich um eine Neuzüchtung zwischen ES 193 x  ES 283. Die Kreuzung erfolgte im Jahre 1983 durch Elmer Swenson auf seinem eigenen Betrieb in der Nähe von Osceola in Wisconsin. Mittels der gleichen Kreuzung entstand gleichzeitig die Rebsorte Sabrevois. Die Rotweine sind vergleichsweise kräftig, obwohl ihnen aufgrund der schwachen Säurewerte und geringer Tanninanteile  etwas Struktur fehlen. Der Wein eignet sich aber hervorragend zum Verschnitt. Häufig wird das Verfahren der Kohlensäuremaischung angewandt. Der Traubensaft der Sorte ist ebenfalls beliebt.
Anpflanzungen sind in den amerikanischen Bundesstaaten Connecticut  (Weinbau in Connecticut), Wisconsin (Weinbau in Wisconsin) und Minnesota (Weinbau in Minnesota) bekannt. In Kanada findet man die Sorte bei Quebec. Selbst in kalten Weinbauklimata entwickelt die Sorte Mostgewichte von 18 bis 20 Grad Brix, was in etwa 80 Grad Oechsle entspricht. In warmen Jahren erhöht sich dieser Wert nur unwesentlich.
Elmer Swenson war auf der Suche nach frühreifenden und winterharten Sorten, die für den Norden der Vereinigten Staaten geeignet sind. St. Croix ist bis −30 Grad Fahrenheit (- 35 Grad Celsius) winterhart. Da die Wurzeln weniger winterhart sind, kann die Sorte nur durch eine ausreichend hohe Schneeauflage auf dem Boden geschützt werden.
Siehe auch die Artikel Weinbau in Kanada und Weinbau in den Vereinigten Staaten sowie die Liste von Rebsorten.
Synonym: Elmer Swenson 242, ES 242
Abstammung: ES 193 x ES 283. Die Züchtung ES193 ist eine Kreuzung der Rebsorten Minnesota 78 x Seneca. ES 283 ist eine Kreuzung von ES 114 (Minnesota 78 x Rosette) x Seyval Blanc und entstand zeitgleich mit den Rebsorten La Crosse und St. Pepin.